# Paul Mistral (homme politique, 1904-1981)
Pour les articles homonymes, voir Paul Mistral et Mistral.
Paul Mistral, né le 23 juin 1904 à Grenoble (Isère) et mort le 29 août 1981 à La Tronche (Isère), est un homme politique français.

## Biographie
Paul Mistral est le fils de Paul Mistral, ancien député-maire de Grenoble.
Il soutient François Mitterrand (dont il est un proche) durant le congrès de Metz d'avril 1979.
Il a voulu que ses cendres soient disséminées au-dessus du lac de Paladru, là où son seul fils s'est noyé en 1952 (il avait 20 ans) et dont le corps n'a jamais été retrouvé.

## Détail des fonctions et des mandats
Mandats locaux
- 1932 - 1935 : Conseiller municipal de La Morte
- 1935 - 1945 : Maire de La Morte
- 1945 - 1947 : Maire de La Morte
- 1947 - 1953 : Maire de La Morte
- 1953 - 1959 : Maire de La Morte
- 1959 - 1965 : Maire de La Morte
- 1965 - 1971 : Maire de La Morte
- 30 septembre 1945 - 1979 : Conseiller général du canton de Valbonnais et vice-président à partir de 1955
- 1973 - : Conseiller régional de Rhône-Alpes

Mandats parlementaires
- 19 juin 1955 - 26 avril 1959 : Sénateur de l'Isère
- 26 avril 1959 - 26 septembre 1965 : Sénateur de l'Isère
- 26 septembre 1965 - 22 septembre 1974 : Sénateur de l'Isère
- 22 septembre 1974 - 29 août 1981 : Sénateur de l'Isère